# موسم إملشيل
يُقام موسم إيملشيل كل عام في أوائل الخريف بالقرب من إيملشيل، في إقليم ميدلت بالمغرب. يعتبر أحد أهم المواسم في الأطلس المتوسط، ويسمى أيضًا بموسم سيدي أحمد أو المغني .

## الأصل
وفقًا للتقاليد، في العصور القديمة، مُنع شاب وفتاة من فئات مختلفة من آيت حدّو وآيت إبراهيم وآيت يازا من الزواج بسبب منع التحالفات بين هاتين القبيلتين. وبعدما يئسا، قرّرا غلقاء نفسيهما في بحيرتين متجاورتين، قريبا من إيميلشيل، والتي في ذاكرتهم كانت تسمى بحيرة تيسليت (العروس) وإيسلي (العريس). ونتيجة لذلك، كان لشباب آيت حدّو حرية اختيار شريكهم.

## الموسم
هذا الحدث السنوي الذي يقام بعد موسم الحصاد والترحيل يشمل معرضًا ريفيًا حيث يبيع رعاة الماشية (الأغنام)، حيث يشتري القرويون السلع الضرورية لفصل الشتاء ويبيعون منتجاتهم الزراعية أو الحرفية. يرتبط هذا السوق الشاسع بمهرجان ديني وزيارة لضريح قبيلة آيت حدّو. تقليديا، كانت النساء الأمازيغيات المطلقات والأرامل يذهبن إلى هناك للعثور على زوج جديد. هذا الوجود للمرأة العازبة بملابس الأعياد التقليدية، وأدى وجود النساء العازبات في الزي التقليدي للاحتفال، وأغاني ورقصات المهرجان، في الستينيات من القرن الماضي، إلى ظهور مصطلح «موسم الخطوبة». في هذه المناسبة، ترتدي نساء آيت حدّو الحنديرة، وهي عبارة عن عباءة صوفية منسوجة بخطوط بيضاء وسوداء أو زرقاء داكنة مع خطوط حمراء اعتمادًا على القبيلة التي تنتمي إليها عائلتها، بالإضافة إلى مجوهراتها التقليدية وشظايا الفضة. يُرافق الأمر أغاني ورقصات مثل أحيدوس.

## الأثر الاقتصادي
يلعب هذا الموسم دورًا مهمًا في الاقتصاد الريفي لهذه الهضبة الواقعة على ارتفاع يزيد عن 2000 متر ومعزولة في الشتاء. إنه معرض الخريف الكبير الذي يسمح ببيع الإنتاج الزراعي والتخزين. تجلب احتفالات الموسم مبالغ كبيرة للمنطقة بفضل الرعاة والسياح. كل عام، يجلب الموسم عددًا كبيرًا من السياح المغاربة والأجانب لحضور مهرجان الفولكلور الذي تطور بهذه المناسبة. تم بناء طريق مؤهل لطريق السيارات ثم ممهد للوصول إليه، والذي يسمح الآن بالعبور من الشمال إلى الجنوب من هذا الجزء من الأطلس. اشتهرت المنطقة بهذا الموسم، وقد شهدت تطورًا في رياضة المشي لمسافات طويلة وركوب الدراجات في الجبال مع مساكن ريفية في القرى.

## صور

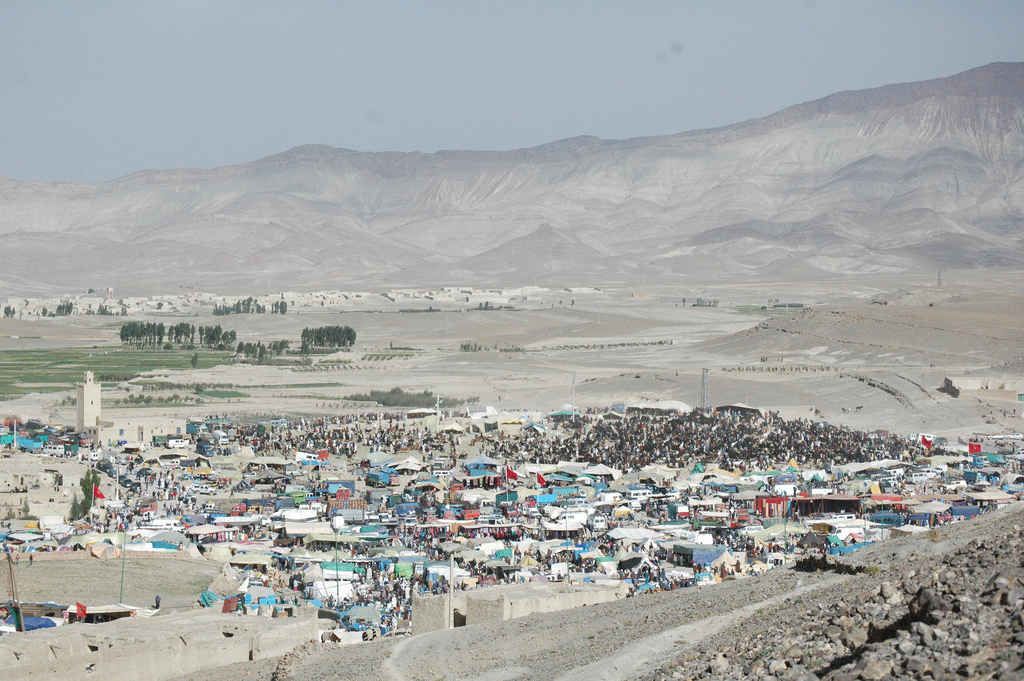
الموسم
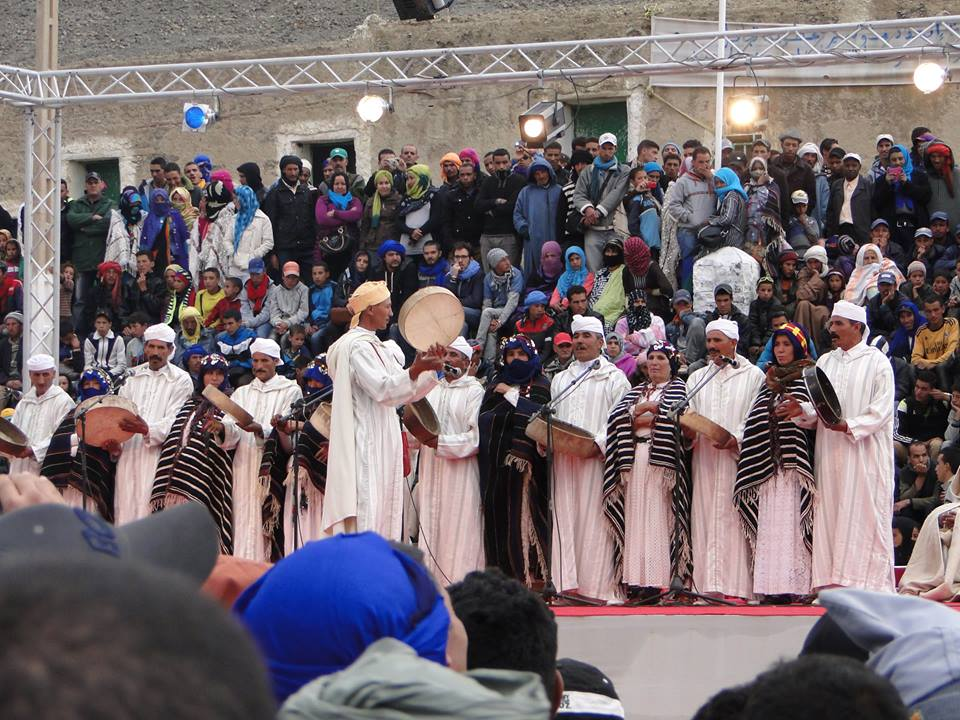
أحيدوس، رقصة تقليدية تؤديها القبائل الأمازيغية في الأطلس الكبير. التقطت هذه الصورة خلال مهرجان موسم إميلشيل سنة 2014
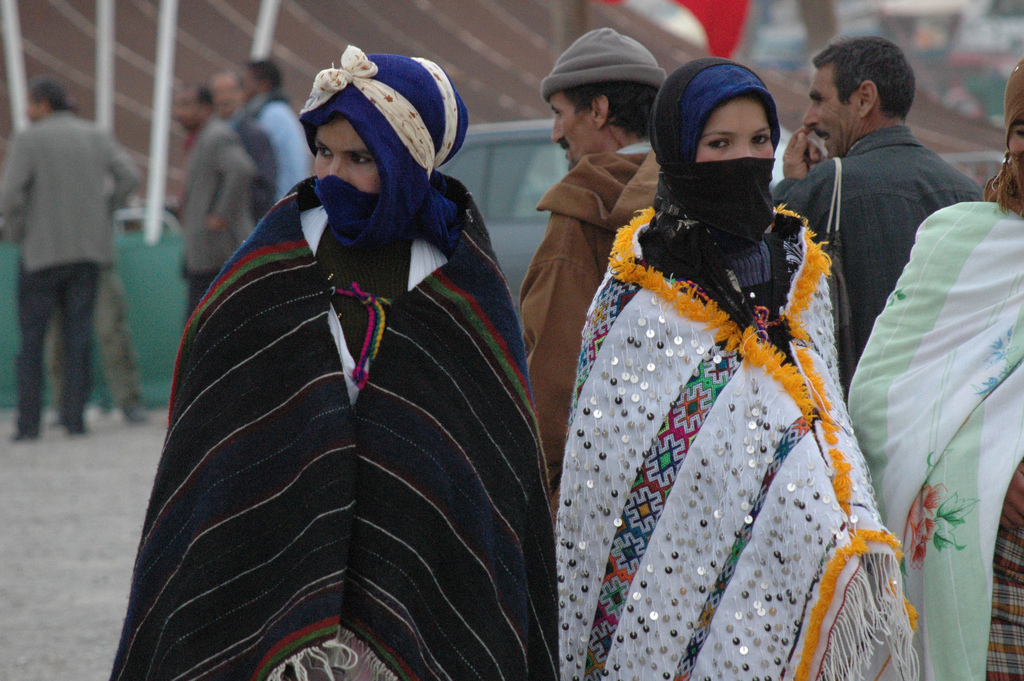
نساء يرتدين حنديرة آيت حديدو